# Municipio de Goebel
El municipio de Goebel (en inglés: Goebel Township) es un municipio ubicado en el condado de Oregon en el estado estadounidense de Misuri. En el año 2010 tenía una población de 247 habitantes y una densidad poblacional de 3,01 personas por km².

## Geografía
El municipio de Goebel se encuentra ubicado en las coordenadas 36°43′32″N 91°15′50″O / 36.72556, -91.26389. Según la Oficina del Censo de los Estados Unidos, el municipio tiene una superficie total de 82.07 km², de la cual 81,68 km² corresponden a tierra firme y (0,48 %) 0,4 km² es agua.

## Demografía
Según el censo de 2010, había 247 personas residiendo en el municipio de Goebel. La densidad de población era de 3,01 hab./km². De los 247 habitantes, el municipio de Goebel estaba compuesto por el 97,98 % blancos, el 0,4 % eran afroamericanos, el 0,4 % eran amerindios, el 0,4 % eran de otras razas y el 0,81 % eran de una mezcla de razas. Del total de la población el 0 % eran hispanos o latinos de cualquier raza.